# Z Andromedae
Z Andromedae (Z And) – gwiazda zmienna symbiotyczna znajdująca się w gwiazdozbiorze Andromedy.

## Właściwości fizyczne
Jest to gwiazda symbiotyczna typu Z Andromedae (prototyp dla gwiazd zmiennych symbiotycznych). Zmienia ona swą jasność w zakresie 8,0-12,4m. W układzie tej gwiazdy podwójnej występuje chłodny czerwony olbrzym i gorący biały karzeł.
Czerwony olbrzym należy do typu widmowego M2III.
Masa mniejszego składnika to 0,6 masy Słońca, a promień stanowi 0,5 promienia Słońca. Jego temperatura powierzchniowa to ok. 26 000 K, a jasność to wartość 0,04 jasności Słońca.
Krążąc wokół czerwonego olbrzyma, biały karzeł pochłania pewną część materii swego towarzysza, która opada na jego powierzchnię. Co pewien czas następuje jej wybuch, który obserwujemy jako wzrost jasności układu Z Andromedae.